# Escut de Breda
L'escut oficial de Breda té el següent blasonament:
Escut caironat truncat: 1r. de gules, un monestir obert d'or; 2n. d'or, una cabra de sable i la bordura de peces de sable. Per timbre una corona mural de vila.

## Història
Va ser aprovat el 7 de novembre de 1994 i publicat al DOGC el 16 del mateix mes amb el número 1973.
S'hi representa el monestir de Sant Salvador, edifici emblemàtic de l'art romànic del segle xi, amb les seves torres llombardes. A sota hi ha les armes parlants dels vescomtes de Cabrera, senyors de la vila.